# Pieve di Garlate
La pieve di Garlate o pieve di Santo Stefano di Garlate (in latino: Plebis Garlatensis o Plebis Sancti Stephani Garlatensis) era il nome di un'antica pieve del Ducato di Milano e dell'Arcidiocesi di Milano con capoluogo Garlate. Da un punto di vista religioso, nel 1574 fu soppiantata dalla Pieve di Sant'Agnese di Olginate.
Il patrono era santo Stefano protomartire a cui è ancora oggi dedicata la chiesa prepositurale di Garlate e la cui festa viene celebrata il 26 dicembre.

## Storia
La prima attestazione documentaria dell'esistenza della struttura plebana a Garlate è un atto di donazione redatto a Bergamo nel settembre del 985, nel quale viene citato un certo "Andreas presbyter officiale plebis beati Stephani martyris sita Garlate, filius quondam Johannis de vico Carenno". Sappiamo che già a quest'epoca sono ascrivibili l'oratorio di Vercurago, e le chiese di Calolzio e Capiate. Una lapide ritrovata presso la chiesa garlatese di Santo Stefano mostrano tuttavia che il clero locale fosse organizzato secondo una gerarchia plebana già verso la fine del V secolo.
Alla fine del Duecento, la pieve aveva giurisdizione su quaranta chiese. All'interno di questa organizzazione, la chiesa plebana era quella di Santo Stefano di Garlate, mentre un'altra chiesa dedicata a Sant'Agnese era sede del collegio canonicale, che nel 1398 apprendiamo essere stato composto di sette canonici compreso il prevosto. Altri spostamenti vennero fatti nel 1408 quando la sede della collegiata divenne la chiesa di San Vincenzo, l'antica chiesa di San Lorenzo elencata da Goffredo da Bussero e successivamente riconsacrata con nuovo nome, ove la prepositura si trovava di fatto dal 1354.
Nel Quattrocento la chiesa si trovò in piena decadenza e già sappiamo che nel 1455, all'epoca della visita pastorale dell'arcivescovo Gabriele Sforza, il numero dei canonici era sceso a cinque e il prevosto risiedeva ad Olginate. Nel 1489 la parrocchia di Crenno venne separata dalla pieve e nel 1506 tale sorte ebbe quella di Erve.
Nel 1538 il feudo basato sulla pieve di Garlate venne comperato dal marchese olginatese Giovanni Agostino D'Adda.
Nel 1564 i canonici erano scesi a quattro e la pieve continuava a perdere parrocchie, come quella di Somasca, Greghentino, Chiuso e Valmadrera. Vista la situazione, il 24 novembre 1574, san Carlo Borromeo decise di spostare la capopieve da Garlate a Olginate; venne così costituita una nuova pieve con un nuovo nome, derivato dalla dedicazione della vecchia collegiata garlatese che allora versava in condizioni di fatiscenza ed era pertanto da ricostruire a Olginate. Durante i lavori di costruzione della nuova chiesa plebana, le funzioni di capopieve furono esercitate dalla chiesa olginatese di Santa Margherita. Garlate divenne una semplice parrocchia con a capo la chiesa di Santo Stefano. Fino al 1787 la giurisdizione della pieve si estendeva alle parrocchie di San Martino di Calolziocorte, Maria Immacolata di Carenno, Assunta di Erve, Santa Brigida di Lorentino, San Lorenzo di Rossino, San Girolamo di Somasca e San Gervasio e Protasio di Vercurago, poi passate alla Diocesi di Bergamo per motivi di politica internazionale fra Germania e Veneto. Oggi l'antico territorio della pieve religiosa di Garlate comprende 18 parrocchie nel decanato di Lecco su di un'area di 47,83 km² ed una popolazione di 29.564 abitanti nel 1972.
Diversa sorte ebbe invece la quasi coestensiva pieve secolare e laica nella quella si articolava la Provincia del Ducato di Milano: la pieve civile raccoglieva tredici comuni. I mutamenti ecclesiastici non influenzarono infatti per nulla l'ambito amministrativo civile, rispetto al quale Garlate fu il capoluogo della propria pieve per altri due secoli: fu l'invasione di Napoleone del 1797 e la conseguente riforma amministrativa voluta dai rivoluzionari giacobini al suo seguito a determinare la soppressione dell'antico compartimento territoriale, inglobandolo in un più moderno distretto avente sede a Lecco, che tuttavia risulterà effimero e porterà tutto il territorio plebaneo sotto la nuova amministrazione provinciale comasca nel 1801.

## Territorio
Nella seconda metà del XVIII secolo, il territorio della pieve era così suddiviso:
| Pieve civile                                                          | Pieve religiosa di Olginate              |
| Comune di Garlate                                                     | Parrocchia di Santo Stefano Protomartire |
| Comune di Olginate Comune di Capiate Comune di Consonno               | Parrocchia prepositurale di Sant'Agnese  |
| Comune di Galbiate Comune di Bartesate con Mozzana                    | San Giovanni                             |
| Comune di Sala                                                        | Assunta                                  |
| Comune di Valgreghentino con Parzano Comune di Biglio Comune di Dozio | S Giorgio                                |
| Comune di Valmadrera                                                  | Parrocchia di Sant’Antonio               |
| Comune di Malgrate                                                    | --                                       |
| Comune di Pescate con Pescalina                                       | --                                       |
| --                                                                    | Assunta                                  |

Dal punto di vista ecclesiastico, quasi tutto il territorio era a quel tempo incluso nella Pieve di Sant'Agnese di Olginate, tranne Pescate e Malgrate che dipendevano direttamente da Lecco pur avendo originariamente fatto parte della pieve garlatese. Fino al 1787, la giurisdizione della pieve religiosa si estendeva anche alle parrocchie di Vercurago, Erve, Calolziocorte e Carenno.